# Hubert Urbański
Pour les articles homonymes, voir Urbanski.
Hubert Kirił Urbański est un acteur
, journaliste et présentateur polonais, notamment sur la TVN.

## Filmographie
- 1996: Bar Atlantic - un speaker
- 2000-2001: Miasteczko (série télévisée) - lui-même (présentant Milionerzy)
- 2002: Król przedmieścia - lui-même (voix)
- 2002-2003: Kasia i Tomek (eq. Un gars, une fille) - un chauffeur de taxi
- 2004: Vinci
- 2011: Czas honoru - Mieczysław Skotnicki

## Radio
- De 1994 à 1995, Hubert Urbański travaille à Radio ZET, puis à Radio Kolor jusqu'en 1998. En 1999 il s'engage pour une année sur Radio Tok FM.

## Télévision
Il commence sa carrière de présentateur avec Antena sur TVP, et Piramida diffusée sur Polsat. Depuis 1999, il anime différents shows télévisés parmi lesquels:
- Dla ciebie wszystko sur TVN
- Taniec z gwiazdami sur TVN et TVN HD
- Jestem Jaki Jestem sur TVN
- Wyprawa Robinson (eq. Koh-Lanta) sur TVN
- Milionerzy (eq. Qui veut gagner des millions ?) sur TVN
- Bitwa na głosy sur TVP2
- The Voice of Poland sur TVP2 et TVP HD